# Ernst Julius von Koschenbahr
Ernst Julius von Koschenbahr (* 4. Januar 1715 in Sapraschine, Landkreis Trebnitz; † 17. Oktober 1776 in Berlin) war ein königlich preußischer Generalmajor und Chef des Infanterie-Regiments Nr. 1. Er war Amtshauptmann von Sommerschenburg und Dreyleben im Herzogtum Magdeburg sowie Johannisburg in Preußen.

## Familie
Er war Angehöriger des schlesischen Adelsgeschlecht Koschembahr. Seine Eltern waren der Erbherr von Ober Sapraschine Christian Wilhelm von Koschenbahr († nach 1726) und dessen Frau Helene Sophie von Gaffron a.d.H. Groß Schottgau (* 1682). Der vor Landeshut gefallene preußische Major Hans Siegismund von Koschenbahr (1709–1760) war sein Bruder. Er war seit dem 7. März 1745 verheiratet mit Johanne Wilhelmine von Seydewitz (* 1718; † 1. Januar 1773) verwitwete von Hackeborn. Das Paar hatte einen Sohn und eine Tochter. Der General und seine Frau wurden auf dem Garnisonfriedhof in Berlin beigesetzt.

## Leben
Da er in Schlesien geboren war, ging er zunächst in kursächsische Dienste. Am Beginn des Siebenjährigen Krieges wurde die sächsische Armee bei Pirna von den Preußen eingeschlossen. Nach der Kapitulation wurden die Sachsen in die preußische Armee integriert. Sein Regiment war das Kursächsische Infanterieregiment No. 7 des Prinzen Carl Maximilian von Sachsen. Er selbst kam als Major de la Suite zum König Friedrich II. Als solcher kam er am 3. Oktober 1756 nach Wittenberg ins Quartier. Am 6. Februar 1761 wurde er zum Oberstleutnant befördert und im Mai 1764 zum Oberst und Kommandeur des Infanterie-Regiments Nr. 28. Am 9. September 1767 wurde er Amtshauptmann von Johannisburg in Preußen und am 11. September 1766 ebenfalls Amtshauptmann von Sommerschenburg und Dreyleben in Herzogtum Magdeburg. Im Januar 1768 wurde er Chef des Infanterie-Regiments Nr. 1, am 26. Mai 1770 wurde er zum Generalmajor befördert. Er starb am 17. Oktober 1776.